# Rick Harrison
Richard Kevin Harrison (Davidson, Carolina del Norte; 22 de marzo de 1965), más conocido como Rick Harrison, es un empresario estadounidense, conocido por ser el propietario de la tienda de empeño Gold & Silver Pawn Shop en Las Vegas. Harrison es dueño de la casa de empeños, que se fundó en 1988, cuando él tenía veintitrés años. Trabajó con su padre, Richard Benjamin Harrison, hasta su fallecimiento en 2018.

## Biografía
Harrison nació el 22 de marzo de 1965 en Lexington, Carolina del Norte,  siendo el tercer hijo de Richard Benjamin Harrison, un veterano de la Marina de los Estados Unidos, y Joanne Rhue Harrison. Harrison es el hermano menor de Sherry Joanne Harrison (que falleció a los 6 años) y Joseph Kent Harrison, y el hermano mayor de Chris Harrison.  Según el hijo de Harrison, Corey, su abuelo declaró que están relacionados con el presidente de Estados Unidos, William Henry Harrison. Rick ha indicado que no le da mucho crédito a esta idea, aunque el padre de Harrison dijo que la familia está relacionada lejanamente con Benjamin Harrison, nieto de William Henry Harrison.
En 1967, cuando Harrison tenía dos años, su padre fue trasladado a San Diego, California, donde se mudó la familia. Cuando era niño, Harrison sufrió ataques epilépticos a partir de los ocho años, lo que lo llevaría a pasar bastante tiempo en la cama, desarrollando un gran amor por la lectura. Se enamoró particularmente de una serie de libros de John D. Fitzgerald llamada The Great Brain, cuyo personaje principal, un estafador de Utah de diez años llamado Tom D. Fitzgerald, que poseía una gran capacidad de desarrollar planes para hacer dinero, influenciaron mucho en Harrison.
Harrison desarrolló un amor por los libros en general, en particular sobre física e historia, siendo su área favorita de estudio histórico la Royal Navy, desde finales del siglo XVIII hasta principios del siglo XIX. Harrison asistió a la Escuela Intermedia Taft, que es parte del Distrito Escolar Unificado de San Diego, pero la abandonó durante el décimo grado.  Harrison abandonó la escuela secundaria para dedicarse a su "negocio de venta de bolsos Gucci falsos por $ 2,000 a la semana ".
En abril de 1981, la familia se mudó a Las Vegas, después del colapso del negocio inmobiliario de sus padres. Cuando Harrison tenía 17 años, su novia Kim quedó embarazada. A pesar de un aborto espontáneo posterior, la pareja decidió casarse. Su primer hijo, Corey, nació el 28 de abril de 1983. Dos años después, nació su segundo hijo, Adam. Poco después del nacimiento de Adam, Harrison y Kim se separaron. Nueve meses después, Harrison conoció a la mujer que se convertiría en su segunda esposa, Tracy, en una cita doble a ciegas. Después de salir durante seis meses, se mudaron juntos y ocho meses después se casaron y asumieron la responsabilidad de criar a Corey y Adam.

## Carrera

### Carrera empresarial
En 1981, el padre de Harrison abrió su primera tienda de segunda mano de 300 pies cuadrados, Gold & Silver Coin Shop, que abrió en Las Vegas Boulevard South. Harrison trabajaba para su padre en la tienda durante el día mientras recuperaba los coches por la noche. Después de cinco años, la tienda se mudó a una ubicación más grande en Fremont Street. Después de dos años en ese lugar, los Harrison perdieron su contrato de arrendamiento. Posteriormente se mudaron a un nuevo edificio en un vecindario comercial en Las Vegas Boulevard. Harrison relata en su autobiografía que él y su padre habían buscado durante mucho tiempo convertir la tienda en una casa de empeño, llamándola una "progresión lógica". Debido a una ley de Las Vegas de 1955 que requería que la emisión de nuevas licencias de empeño se limitara en función de la población de la ciudad, que en 1988 era de más de 200.000 y estaba creciendo rápidamente, Harrison llamó al estadístico de la ciudad cada semana, para que pudieran solicitar una licencia de empeño rara y muy codiciada tan pronto como la población de la ciudad llegó a 250.000. En 1989 la población de la ciudad alcanzó ese número y después de algunas luchas legales, los Harrisons obtuvieron su licencia de empeño. Ese año Harrison y su padre abrieron Gold & Silver Pawn Shop a menos de dos millas de Las Vegas Strip. Para 2005, Harrison y su padre estaban prestando alrededor de $ 3 millones al año, lo que les reportó alrededor de $ 700,000 en ingresos por intereses.
En 2006, la tienda se había ganado la reputación de llevar artículos deportivos especiales con historias únicas, incluido un anillo del Super Bowl de los New England Patriots de 2001 que pertenecía al esquinero de fútbol americano Brock Williams. También sirvió a los jugadores que, según Corey, el hijo de Harrison, a menudo entraban para "empeñar algo para tener gasolina para volver a casa".
Según Harrison en 2010, los artículos que se llevan con mayor frecuencia a la tienda son las joyas. Desde el inicio de Pawn Stars, el inventario de Harrison suele tener una proporción de 5.000 artículos empeñados por cada 12.000.

### Carrera televisiva
Harrison pasó cuatro años lanzando la idea de hacer un programa sobre una casa de empeño después de que su tienda apareciera en el programa Insomniac con Dave Attell en 2003, pero sus esfuerzos no tuvieron éxito. En 2008, a Brent Montgomery y Colby Gaines de Leftfield Pictures se les ocurrió una idea sobre un reality show basado en una casa de empeño de Las Vegas y se acercaron a Harrison. La serie se presentó originalmente a HBO, aunque la cadena prefirió que la serie fuera una serie al estilo del programa Taxicab Confessions que se desarrollaba en la ventana nocturna de Gold & Silver. En un video de YouTube de febrero de 2009 titulado "Pawn star $", Corey Harrison prometió disparar a un intruso con una pistola que mostraba, y una mujer gritó cuando la sacaron de la tienda después de exigir que el anillo de bodas que su esposo vendiera a la tienda le sea devuelto.
Nancy Dubuc, de History Channel, cambió el formato, que incluía expertos en cámara que evaluaban los artículos introducidos en Gold & Silver, así como la dinámica de la personalidad del personal y los clientes de la tienda. Inicialmente, el programa se tituló Pawning History, pero el programa pasó a llamarse Pawn Stars por sugerencia de un miembro del personal de Leftfield, jugando con el término estrellas porno para obtener más atractivo de marketing. El programa presenta a Harrison y su padre, Richard Harrison (generalmente conocido en el programa como "The Old Man") junto con su hijo Corey ("Big Hoss") y el empleado y amigo de la infancia de Corey, Austin "Chumlee" Russell. Richard Harrison murió en junio de 2018, durante la producción de la decimoquinta temporada. En 2010 la Asociación Nacional de Casas de Empeño, galardonaron con el premio de prestamista del año a Harrison por sus contribuciones en ilustrar a la opinión pública acerca de la industria de empeño.
En enero de 2011, Pawn Stars fue el programa de mayor audiencia en History Channel y el segundo reality show de mayor audiencia detrás de Jersey Shore. El 7 de junio de 2011, Harrison publicó una biografía titulada License to Pawn: Deals, Steals, and My Life at the Gold & Silver. Su libro alcanzó el puesto 22 en la lista de los más vendidos del New York Times el 26 de junio de 2011.
Harrison apareció como él mismo, junto a su hijo Corey y Chumlee, en "Perdí la cabeza en Las Vegas", el episodio del 3 de noviembre de 2012 de la serie de televisión estadounidense iCarly. Cuatro días después, apareció como dueño de una tienda de antigüedades en The Safe, el episodio del 7 de noviembre de 2012 de la serie de televisión The Middle. 
En enero de 2014, Harrison se convirtió en portavoz de Micro Touch One Razor, un producto de afeitado de cuidado personal para hombres. Apareció en un comercial de televisión promocionando la línea de productos One Razor. En junio de 2014, History estrenó United Stuff of America, una serie de los productores de Pawn Stars que se enfoca en artefactos notables que fueron utilizados en momentos importantes de la historia, como un bastón con el que Andrew Jackson se defendió de un asesino presidencial, el hacha que Abraham Lincoln usó como un joven divisor de rieles y los lápices que Ulysses S. Grant usó para escribir sus memorias.
En julio de 2014, el programa de juegos Pawnography fue estrenado en History Channel, en el que Harrison, Corey y Chumlee compiten contra jugadores en un intento de evitar que ganen dinero en efectivo y artículos del inventario de Gold & Silver Pawn Shop.

## Vida personal
En 2012, Harrison, quien había estado casado dos veces, anunció su compromiso con DeAnna Burditt, y actualmente están casados. La pareja se casó el 21 de julio de 2013 en Laguna Beach, California. La estrella de Counting Cars y experto en automóviles Danny Koker se convirtió en ministro ordenado y realizó la ceremonia, mientras que el coprotagonista de Pawn Stars Austin "Chumlee" Russell se desempeñó como portador del anillo.
Con su primera esposa, Kim, tiene dos hijos, Corey y Adam; y con su segunda esposa, Tracy, un hijo, Jake. Adam trabajó en la casa de empeño y luego se convirtió en fontanero. Según Corey, citado en un artículo del HuffPost de 2016, Adam no tenía ningún interés aparente en aparecer en el programa.El 20 de enero de 2024, a los 39 años Adam pierde la vida por una sobredosis. 
Harrison es un partidario habitual de los políticos y candidatos republicanos, ya que apoyó a Donald Trump en 2016 y 2020 y a Daniel Rodimer para el tercer distrito del Congreso de Nevada en 2020. Había pensado en una posible candidatura a gobernador de Nevada en 2022.
 

En una entrevista de 2018 con Fox News, Harrison se describió a sí mismo como "más libertario" que conservador y argumentó que la historia demuestra que menos gobierno conduce a una mejor economía.
"Impuestos más bajos, menos gobierno. Porque al final, eso es lo que funciona. Y simplemente no es una teoría, puedes ir a lo largo de la historia, cuando teníamos menos gobierno, tienes una mejor economía, tienes mejores vidas, mejor todo. Todo lo que hace el gobierno es ralentizar todo. El gobierno causó la Gran Depresión". 

Rick Harrison describiendo sus puntos de vista políticos, entrevista de Fox News con Mark Levin, 5 de agosto de 2018
Harrison ha mencionado que es descendiente de los presidentes William Henry Harrison y Benjamin Harrison.

## Apariciones en televisión
| Año           | TV                         |
| 2010          | El show de Rachael Ray     |
| 2010-2011     | El show de David Letterman |
| 2011          | Top Gear                   |
| 2012          | iCarly                     |
| 2012          | The Middle                 |
| 2012-2013     | El show de la noche        |
| 2010-presente | Los restauradores          |
| 2009-presente | Pawn Stars                 |
| 2014-presente | Locos por los autos        |